# Akhuryan
Akhuryan (in armeno Ախուրյան?) è un comune di 9 643 abitanti (2010) della provincia di Shirak in Armenia.